# Río Kóisug
El río Kóisug (del ruso: Ко́йсуг) es un río del óblast de Rostov del sur de Rusia, uno de los últimos afluentes por la izquierda del río Don, a cuya cuenca hidrográfica pertenece.

## Características
Probablemente el río constituía antaño un distributario de las aguas del Don. El río nace en el lago Kóisugski, 3-4 km por encima de Bataisk. El río se divide en dos mangas tras su nacimiento, que se vuelven a encontrar río abajo alrededor de la altura de Kóisug. El curso del río tiene 55 km de longitud, 0.5 km de ancho y un metro de profundidad media. Su primer afluente, en la orilla derecha, es el Chmutovka o Chmutovaya, un yérik entre el Don y el Kóisug, a partir de cuya desembocadura el río gana fuerza, convirtiendo su curso en tortuoso. Río abajo recoge las aguas de los arroyos, normalmente secos, Mokri Batái y Sujói Batái. Con las crecidas del Don, el río aumenta su caudal con el agua que refluye desde el Don hacia Bataisk, y puede quedar prácticamente seco en su estiaje, por lo que su caudal está fuertemente relacionado con el del Don. Cerca de la desembocadura en el Don recibe por la derecha las aguas del arroyo, de 11 km de longitud, Chertanovka. En su parte baja el fondo del río es cenagoso y está cubierto de juncos y algas. En su confluencia con el Don se forman unos rápidos cuya profundidad se halla entre los 0.4 m y los 0.9 m.
El Kóisug desemboca en el delta del Don a la altura de Ust-Kóisug (en la orilla izquierda del Don) y Koluzáyevo (en la orilla derecha).